# Alojzy Bastek
Alojzy Bastek (ur. w 1903 roku w Szczedrzyku, zm. w 1977 roku) – powstaniec śląski, działacz społeczny.

## Życiorys
Pochodził z rodziny robotniczej. Ukończył szkołę ludową, po czym znalazł zatrudnienie w hucie Małapanew. Był członkiem Polskiej Organizacji Wojskowej Górnego Śląska. Uczestniczył w kampanii plebiscytowej, a następnie walczył w III powstaniu śląskim w 4 kompanii 2 baonu Lisa-Przybylskiego Podgrupy Linke. Operował na odcinku Fosowskie-Staniszcze-Zawadzkie. Następnie przebywał w obozach dla uchodźców, a po podziale Górnego Śląska pracował w PKP w województwie śląskim. Należał do Związku Powstańców Śląskich. W czasie II wojny światowej był przymusowym robotnikiem w III Rzeszy. Po wojnie mieszkał w Opolu. Pracował w PKP, a w latach 1950–1954 był wiceprezydentem Opola i wiceprzewodniczącym Prezydium Miejskiej Rady Narodowej w Opolu.

## Odznaczenia
- Krzyż na Śląskiej Wstędze Waleczności i Zasługi
- Śląski Krzyż Powstańczy
- Krzyż Komandorski Orderu Odrodzenia Polski (1971)[1][2].